# Liste der Kulturdenkmäler in Ober-Gleen
Die folgende Liste enthält die in der Denkmaltopographie ausgewiesenen Kulturdenkmäler auf dem Gebiet des Ortsteils Ober-Gleen der  Stadt Kirtorf, Vogelsbergkreis, Hessen.
Hinweis: Die Reihenfolge der Denkmäler in dieser Liste orientiert sich an der Anschrift, alternativ ist sie auch nach der Bezeichnung, der vom Landesamt für Denkmalpflege vergebenen Nummer oder der Bauzeit sortierbar.
Kulturdenkmäler werden fortlaufend im Denkmalverzeichnis des Landes Hessen durch das Landesamt für Denkmalpflege Hessen auf Basis des Hessischen Denkmalschutzgesetzes (HDSchG) geführt. Die Schutzwürdigkeit eines Kulturdenkmals hängt nicht von der Eintragung in das Denkmalverzeichnis des Landes Hessen oder der Veröffentlichung in der Denkmaltopographie ab.

Die bisher bekannten Bau- und Kunstdenkmäler hat das Landesamt für Denkmalpflege Hessen in sogenannten Arbeitslisten erfasst. Den Arbeitslisten liegen Erkenntnisse aus Akten, Ortsbegehungen und Denkmalinventaren, jedoch keine neuere systematische Forschung, zugrunde. Die Benehmensherstellung mit der Gemeinde gemäß § 11 Abs. 1 HDSchG ist noch nicht erfolgt.
Das Vorhandensein oder Fehlen eines Objekts in dieser Liste ist keine rechtsverbindliche Auskunft darüber, ob es Kulturdenkmal ist oder nicht: Diese Liste entspricht möglicherweise nicht dem aktuellen Stand der offiziellen Denkmaltopographie. Diese ist für Hessen in den entsprechenden Bänden der Denkmaltopographie Bundesrepublik Deutschland und im Internet unter DenkXweb – Kulturdenkmäler in Hessen einsehbar. Auch diese Quellen sind, obwohl sie durch das Landesamt für Denkmalpflege Hessen aktualisiert werden, nicht immer aktuell, da es im Denkmalbestand immer wieder Änderungen gibt.
Eine verbindliche Auskunft erteilt allein das Landesamt für Denkmalpflege Hessen.
Nutze diese Kartenansicht, um Koordinaten in der Liste zu setzen. In dieser Kartenansicht sind Kulturdenkmale ohne Koordinaten mit einem roten bzw. orangen Marker dargestellt und können in der Karte gesetzt werden. Kulturdenkmale ohne Bild sind mit einem blauen bzw. roten Marker gekennzeichnet, Kulturdenkmale mit Bild mit einem grünen bzw. orangen Marker.
| Bild            | Bezeichnung                        | Lage                                                    | Beschreibung | Bauzeit | Objekt-Nr. |
| --------------- | ---------------------------------- | ------------------------------------------------------- | --- | ------- | ---------- |
| Bild gesucht BW | Friedhof, Gefallenendenkmal, Mauer | Am Sand (ohne Nummer) LageFlur: 1, Flurstück: 264       | |         | 813583     |
| Bild gesucht BW |                                    | Am Schloßgarten 2 LageFlur: 1, Flurstück: 46/1          | |         | 814079     |
| Bild gesucht BW |                                    | Am Teichgarten 1 LageFlur: 1, Flurstück: 181/1          | |         | 938777     |
| Bild gesucht BW |                                    | Am Teichgarten 4 LageFlur: 1, Flurstück: 173            | |         | 938778     |
| Bild gesucht BW | Haus Hilligdoor                    | Auf der Strut (ohne Nummer) LageFlur: 16, Flurstück: 16 | |         | 938780     |
| Bild gesucht BW |                                    | Bornsweg 1 LageFlur: 1, Flurstück: 155/2                | |         | 814170     |
| Bild gesucht BW | Ehemaliger Pfarrhof                | Dr.-Weidig-Straße 1 LageFlur: 1, Flurstück: 138/1       | |         | 814181     |
| Bild gesucht BW |                                    | Dr.-Weidig-Straße 6 LageFlur: 1, Flurstück: 62          | |         | 813580     |
| Bild gesucht BW |                                    | Dr.-Weidig-Straße 7 LageFlur: 1, Flurstück: 41/3        | |         | 813581     |
| Bild gesucht BW | Backhaus                           | Dr.-Weidig-Straße 12 LageFlur: 1, Flurstück: 58         | |         | 813584     |
| Bild gesucht BW |                                    | Dr.-Weidig-Straße 20 LageFlur: 1, Flurstück: 100/3      | |         | 813588     |
| Bild gesucht BW | Viehwaage                          | Dr.-Weidig-Straße 34 LageFlur: 1, Flurstück: 106/3      | |         | 938787     |
| Bild gesucht BW |                                    | Hersfelder Straße 18 LageFlur: 1, Flurstück: 242        | |         | 813365     |
| Bild gesucht BW | Backhaus                           | Hersfelder Straße 20 LageFlur: 1, Flurstück: 243        | |         | 813582     |
| Bild gesucht BW | Ehemalige Wernersmühle             | Hersfelder Straße 30 LageFlur: 1, Flurstück: 259/6      | |         | 938785     |
| Bild gesucht BW | Scheune der ehemaligen Eichmühle   | Hersfelder Straße 32 LageFlur: 19, Flurstück: 89        | |         | 814179     |
| weitere Bilder  | Evangelische Kirche                | Kirchgasse (ohne Nummer) LageFlur: 1, Flurstück: 66     | Schlichte Saalkirche mit dreiseitigen Abschluss im Osten und einem quadratischen, schiefergedeckten Dachturm im Westen. Der Aufbau der Kirche ähnelt der Stadtkirche in Kirtorf und ist ein Kulturdenkmal aus geschichtlichen, künstlerischen und städtebaulichen Gründen. | 1753/54 | 814172     |
| Bild gesucht BW |                                    | Kirchgasse 4 LageFlur: 1, Flurstück: 69/1               | |         | 814080     |
| Bild gesucht BW |                                    | Kirchgasse 26 LageFlur: 1, Flurstück: 93                | |         | 813587     |
| Bild gesucht BW | Ehemalige Kohlenmeiler             | Krippenplatte (ohne Nummer) LageFlur: 10, Flurstück: 6  | |         | 938779     |
| Bild gesucht BW | Ehemalige Globergsmühle            | Mühlgässchen 1 LageFlur: 1, Flurstück: 201/5            | |         | 813675     |
| Bild gesucht BW | Forsthaus                          | Obergasse 1 LageFlur: 1, Flurstück: 20                  | |         | 813668     |
| Bild gesucht BW |                                    | Obergasse 6 LageFlur: 1, Flurstück: 1                   | |         | 814182     |
| Bild gesucht BW |                                    | Obergasse 24 LageFlur: 1, Flurstück: 151/3              | |         | 813667     |
| Bild gesucht BW |                                    | Obergasse 32 LageFlur: 1, Flurstück: 47/1               | |         | 813586     |
| Bild gesucht BW |                                    | Obergasse 46 LageFlur: 1, Flurstück: 52/1               | |         | 814078     |
| Bild gesucht BW | Ehemalige Synagoge                 | Obergasse (hinter Nr. 89) LageFlur: 1, Flurstück: 134/1 | |         | 813585     |